# Сахтыш (деревня станции)
Сахтыш — деревня станции в Тейковском районе Ивановской области. Входит в состав Новолеушинского сельского поселения.

## География
Находится в юго-западной части Ивановской области на расстоянии приблизительно 4 км на юг по прямой от районного центра города Тейково у железнодорожной линии Новки-Иваново.

## История
Населенный пункт образован при станции Сахтыш Северной железной дороги. В 2002 году еще не учитывался как отдельный населенный пункт.

## Население
Постоянное население составляло 17 человек в 2010 году.